# إميل بتروف
إميل بتروف (بالبلغارية: Емил Петров)‏ (19 يونيو 1996 بلغاريا بلغاريا - ) هو لاعب كرة قدم بلغاري يلعب كلاعب وسط.

## روابط خارجية
- إميل بتروف على موقع قاعدة بيانات كرة القدم.إي يو (الإنجليزية)
- إميل بتروف على موقع Soccerway.com (الإنجليزية)